# Głomsk
Głomsk – wieś w Polsce, położona w województwie wielkopolskim, w powiecie złotowskim, w gminie Zakrzewo.
| SIMC    | Nazwa       | Rodzaj    |
| ------- | ----------- | --------- |
| 0533848 | Nowy Głomsk | część wsi |
| 0533854 | Poborcze    | część wsi |

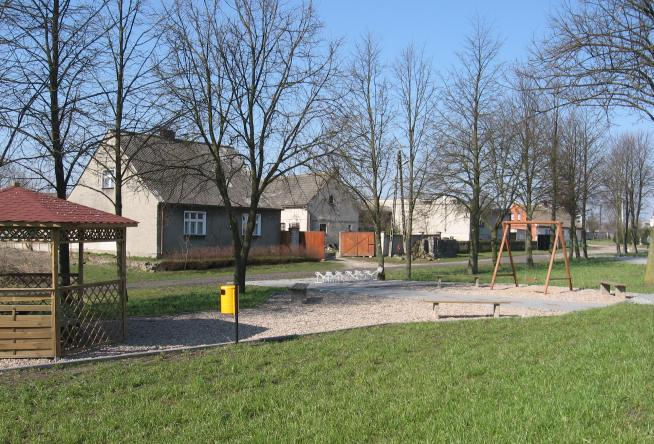
Plac w centrum Głomska

W latach 1954–1961 wieś należała i była siedzibą władz gromady Głomsk, po jej zniesieniu w gromadzie Zakrzewo. W latach 1975–1998 wieś administracyjnie należała do województwa pilskiego.
Wieś szlachecka, własność wojewody płockiego Piotra Potulickiego, około 1580 roku leżała w powiecie nakielskim województwa kaliskiego. 
Wieś Głomsk leży przy linii kolejowej Piła Główna-Tczew. Istniała już w 1491 r., rozbudowana na planie owalnicowym. W XVII w. była własnością Grudzińskich, a potem Działyńskich, którzy sołectwu nadali przywileje. Ludność gospodarowała na niezbyt urodzajnych ziemiach, a sąsiedzi nazywali ich "głomskimi bakami" (baki – placki ziemniaczane). 